# Bulevar Oroño
El Bulevar Oroño es una importante arteria de Rosario, provincia de Santa Fe, Argentina. Es una avenida de doble mano que corre de norte a sur atravesando el centro este del ejido, desde la avenida costanera del río Paraná hasta el límite sur del Municipio, donde enlaza con la autopista Rosario-Buenos Aires.
Junto con el río y la Avenida Pellegrini, limita no oficialmente el área céntrica.

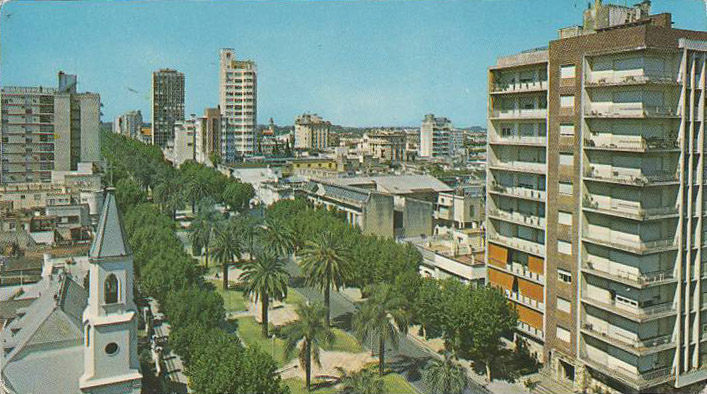
Vista del Bv. Oroño en los años '70, desde la calle San Lorenzo mirando al sur.

Al llegar a la Av. Pellegrini atraviesa, sin cantero central, el  Parque Independencia.
El trayecto céntrico del bulevar alberga históricas casonas y mansiones de las familias adineradas, en algunos casos transformadas en edificios de instituciones (escuelas, hospitales privados). El cantero central (excluido entre Av. Pellegrini y Av. 27 de Febrero) es amplio, alineado con palmeras, y a partir de la Av. 27 de Febrero incluye una ciclovía, algo angosta.

## Historia
El bulevar se inauguró en 1868 como Boulevard Santafesino, como parte de un programa de la incipiente municipalidad (creada en 1862) para embellecer la ciudad, que ya contaba con 23.000 hab., e incluía la apertura de Boulevard Argentino (luego Av. Pellegrini). Tenía inicialmente 18 cuadras de longitud, y fue elegida por muchas familias de clase alta para construir sus mansiones, algunas de las cuales aún perviven. Su nomenclatura fue cambiada en 1904 en honor de Nicasio Oroño, intendente de Rosario y gobernador de Santa Fe.

## Edificios destacados

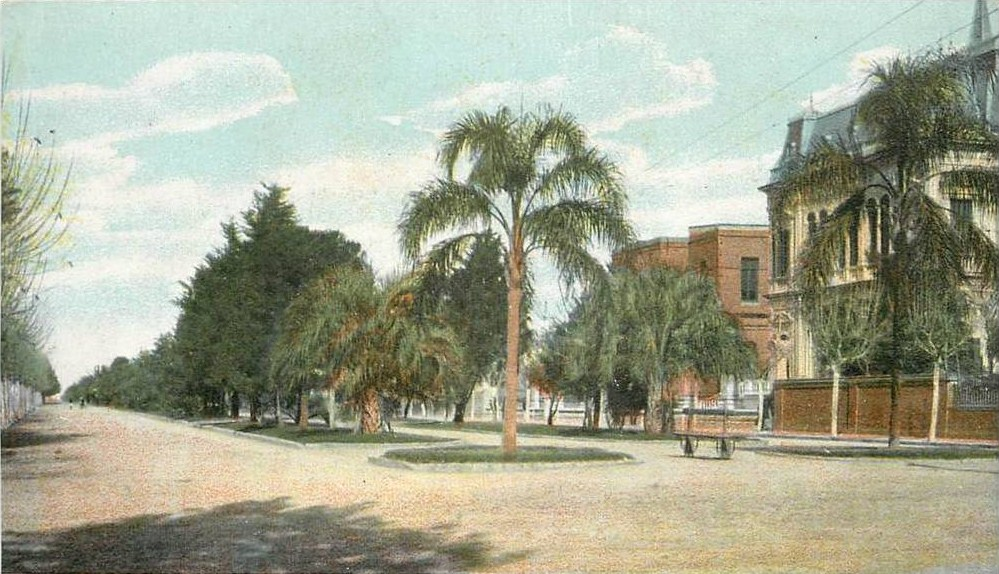
Bulevar Santafesino hacia 1900.

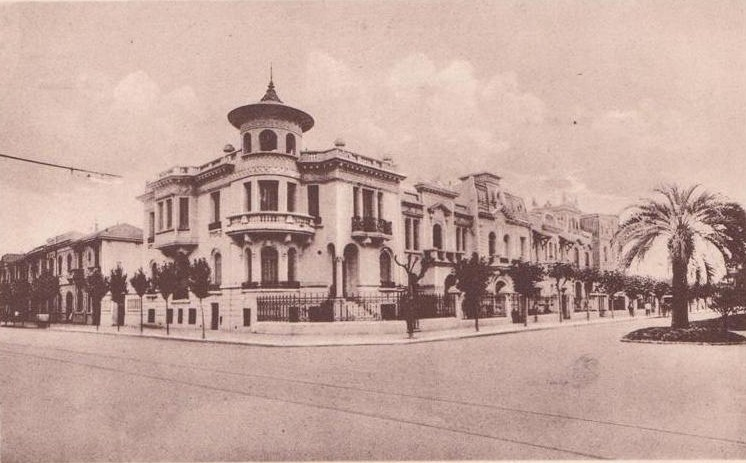
Otra vista del Bv. Oroño y sus residencias familiares, ca. 1910.

Algunos edificios destacados sobre Bv. Oroño:
- La Comercial de Rosario
- Colegio Maristas
- Casa de renta y Clínica Fonso
- Iglesia Evangélica Alemana
- Edificio de departamentos en altura
- Instituto de Cardiología de Rosario
- Edificio De Bernardis
- Antiguo Cine Real
- Pasaje la Unión Gremial de Rosario
- Mercado Modelo Oroño
- Conjunto Café Gran Victoria
- Sanatorio Parque
- Edificio Gilardoni
- Edificio Mentor
- Tribunales Federales
- Conjunto de Nuestra Señora de la Misericordia
- Escuela de Enseñanza Media N 432 B. Rivadavia
- Escuela Dante Alighieri
- Facultad de Ciencias Económicas
- Empresa Provincial de la Energía
- Automóvil Club Argentino
- Consulado General de Italia

## Esculturas en el cantero central
- Ceres (Oroño y Rivadavia): estatua de bronce, realizada por Fond Art Lagama, entre 1905 y 1948 en Belgrano y Pellegrini (en el puerto, como símbolo de la prosperidad cerealera), entre 1948 y 1990 en el Parque Independencia, desde 2010 en Oroño.[2]
- Libertad República (Oroño y Córdoba): busto en bronce, realizado por Fontana y Scarabelli, dedicado al Centenario, entre 1910 y 1932 en Oroño e Ituzaingó, entre 1932 y 1980 retirada, entre 1980 y algún momento posterior en Plaza Libertad (que adquirió su nombre por el busto), desde 2010 en su ubicación actual.[2]
- Champollion (Oroño y San Juan): reinaugurado en 2015 el busto restaurado del egiptólogo francés, obra del escultor rosarino Erminio Blotta (Escuela Argentina, 1892-1976).[3][4]
- Diana Cazadora (Oroño y Montevideo): anteriormente ubicada en el ex edificio de la Aduana, desde 2014 en el Bulevar, restaurada por la Dirección de Restauración Municipal.[5][6]